# هوغو فيليكس
هوغو فيليكس (بالألمانية: Hugo Felix)‏ هو ملحن نمساوي، ولد في 19 نوفمبر 1866 في فيينا في النمسا، وتوفي في 24 أغسطس 1934 في لوس أنجلوس في الولايات المتحدة.

## وصلات خارجية
- هوغو فيليكس على موقع IMDb (الإنجليزية)
- هوغو فيليكس على موقع ميوزك برينز (الإنجليزية)
- هوغو فيليكس على موقع قاعدة بيانات برودواي على الإنترنت (الإنجليزية)
- هوغو فيليكس على موقع ديسكوغز (الإنجليزية)